# Hans-Jürgen Ferdinand
Pour les articles homonymes, voir Ferdinand.
Hans-Jürgen « Yogi » Ferdinand, né le 21 août 1943 à Dernbach, est un ancien footballeur allemand.

## Biographie
Il joue comme attaquant de 1966 à 1974 en Bundesliga et en Regionalliga Ouest pour Alemannia Aachen, interrompu par un passage de deux ans (1968-1970) en Suisse au FC Chiasso.
Lors de la saison 1966/67, Hans-Jürgen Ferdinand gagne le championnat de la Ligue régionale, et obtient la promotion dans la première ligue fédérale avec l'Alemannia. L'attaquant dispute 25 matchs de Bundesliga lors de la saison 1967/68 et marque 14 buts. Il est l'auteur de deux doublés cette saison là, face au FC Cologne et au Borussia Neunkirchen.
Après son retour de Suisse, l'attaquant s'avère être un buteur fiable à Alemannia, marquant 15 buts en 21 apparitions lors de la saison 1970/71 et 17 buts en 32 matchs la saison suivante. Cependant, le retour prévu en Bundesliga échoue, avec Aix-la-Chapelle, il se retrouve à la sixième et à la quatrième place du tableau final.
Yogi atteint avec Alemannia la demi-finale de la Coupe d'Allemagne en 1970, en étant éliminé par le FC Cologne.
Avant de rejoindre Alemannia, Ferdinand joue en faveur du TuS Neuendorf dans la Regionalliga Sud Ouest de 1964 à 1966.
Outre sa carrière de footballeur, Ferdinand est un homme d'affaires et un agent immobilier. Depuis 2002, il publie également plusieurs livres sur les problèmes locaux, l'histoire et la foi d'Aix-la-Chapelle.

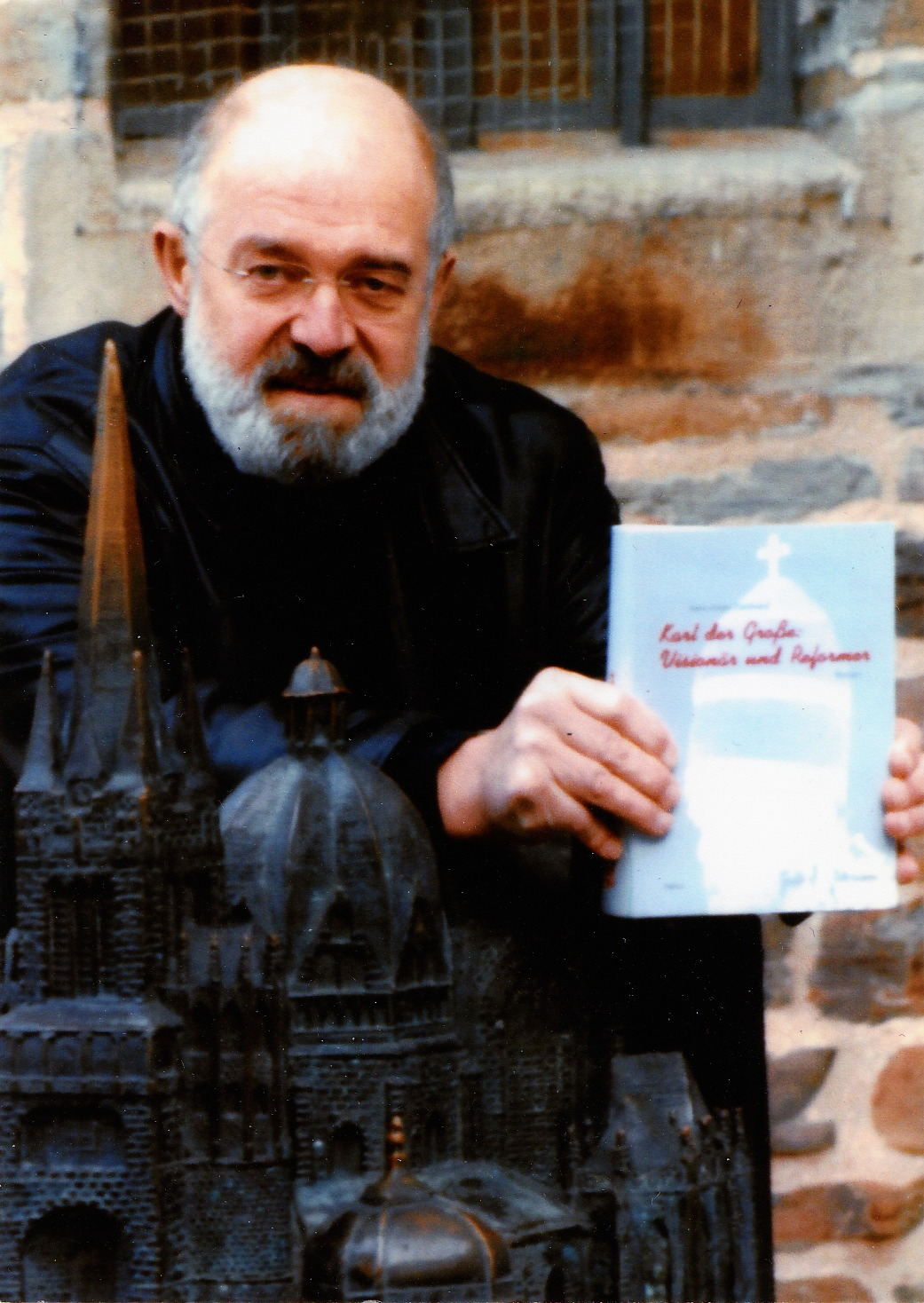
Hans-Jürgen Ferdinand à Aix-la-Chapelle avec son livre Charlemagne : visionnaire et réformateur